# Abraham Hirsch (éditeur)
Pour l'architecte de la ville de Lyon, voir Abraham Hirsch (architecte). Pour les homonymes, voir Hirsch.
Abraham Hirsch (Stockholm 16 aout 1815 - Stockholm 23 février 1900) fut un éditeur suédois de partition musicales.

## Famille
Hirsch fut l'un des neuf enfants de Isak David Hirsch et Juliana Lazare. Son grand-père, David Hirsch fut un immigrant venant de Strelitz (Mecklembourg) et devint citoyen suédois en 1821.
Abraham Hirsch fut marié avec Pauline Meyerson (3 juillet 1827 - 23 septembre 1908). Ils eurent huit enfants.